# لینلی هنن
لینلی هنن (انگلیسی: Lynley Hannen؛ زادهٔ ۲۷ اوت ۱۹۶۴) قایقران روئینگ اهل نیوزیلند است.
وی در مسابقات کشوری و بین‌المللی در مجموع برندهٔ ۱ مدال برنز شده‌است.